# Karim Ansarifard
Karim Ansarifard (pers. کریم انصاری‌فرد; Ardabil, 3 aprile 1990) è un calciatore iraniano, attaccante della nazionale iraniana, attualmente svincolato.

## Biografia
Nato il 3 aprile del 1990 ad Ardabil, egli è l'ultimo figlio della famiglia composta da quattro fratelli e tre sorelle.

## Caratteristiche tecniche
Giocatore molto fisico abile nel gioco aereo e nell'uno contro uno; per il suo modo di giocare è stato paragonato più volte ad Ali Daei e a Thomas Müller.

## Carriera

### Club

#### Giovanili ed esordio al Saipa
Karim Ansarifard inizia la sua carriera da calciatore nel 2000, quando milita per cinque stagione nell'Inter Campus prima di trasferirsi al Zob Ahan, dove ci rimarrà per una sola stagione. Nel 2006 viene acquistato dal Saipa dove trascorre due anni nelle formazioni giovanili prima di debuttare in prima squadra: esordisce il 21 novembre 2008 durante il match di campionato con il Bargh Shiraz; in quell'occasione realizza anche la sua prima rete in carriera, da calciatore professionista. Realizza la sua prima doppietta in carriera il 1º ottobre 2009 in occasione della partita di campionato con il Sepahan. Il 18 agosto 2010 durante la partita con il Malavan, rimedia la sua prima ammonizione in carriera. Il 7 agosto 2011 in occasione della partita di campionato con il Shahrdari Tabriz, dopo aver portato il risultato in parità (1 a 1), ottiene la sua prima espulsione in carriera. Realizza una tripletta, la prima in carriera, il 9 marzo 2012 durante il match di campionato giocato con il Fajr Sepasi.

#### Il passaggio al Persepolis
Nel luglio del 2012 viene acquistato dal Persepolis, dove esordisce il 19 luglio in occasione del match con il Sanat Naft. Realizza la sua prima rete con la nuova squadra il 30 luglio, durante la partita di campionato giocata con il Gahar Zagros. Riesce a segnare un gol nella finale di Coppa Hazfi persa ai rigori contro il Sepahan

#### In prestito al Tractor Sazi e Osasuna
Viene messo fuori rosa dall'allenatore del Persepolis Ali Daei e il 14 luglio 2013 viene per questo mandato in prestito al Tractor Sazi. Esordisce con la nuova squadra il 1º agosto 2013 nel derby cittadino contro il Gostaresh Foolad. A fine stagione vince la Coppa dell'Iran e ottiene il premio di Miglior giocatore della manifestazione. In campionato risulta al primo posto della classifica cannonieri per la seconda volta consecutiva. Nel luglio 2014 rescinde il proprio contratto col Tractor.
Il 29 agosto 2014 firma un contratto biennale col club di Segunda División dell'Osasuna. Il 4 ottobre debutta con la squadra di Pamplona nel match contro il Racing Santander.

#### In Grecia: Panionios e Olympiakos
Nell'estate 2015 si accorda col Paniōnios, squadra della Superleague greca. Il 4 ottobre 2015 segna il suo primo gol in Grecia nella vittoria per 5-1 contro il Panaitōlikos. Confermato anche per la stagione successiva, si rende protagonista di una buona partenza in campionato.
Nel mercato invernale le sue prestazioni vengono notate dai campioni in carica dell'Olympiacos, che lo ingaggiano il 13 gennaio 2017 e gli offrono un contratto di tre anni e mezzo. Il 24 gennaio esordisce in Coppa di Grecia contro l'Arīs Salonicco, gara in cui marca la sua prima rete con l'Olympiakos. A fine stagione vince il titolo di Superleague 2016-2017, secondo trofeo personale in carriera. All'inizio della Superleague 2017-18 mette a segno 7 reti in 11 presenze. A fine campionato risulta il secondo miglior marcatore della competizione con 13 gol, ad una rete soltanto dal capocannoniere Aleksandar Prijović. A fine stagione rescinde il contratto con l'Olympiakos.

#### Nottingham Forest e Al-Sailiya
Il 3 novembre 2018 si trasferisce in Inghilterra, al Nottingham Forest, club di seconda divisione inglese. Segna la prima marcatura con la nuova squadra nella gara vinta 3-0 contro l'Hull City.
Il 12 luglio 2019 viene ufficializzato il suo passaggio al club qatariota dell'Al-Sailiya.

### Nazionale
Nel 2005 gioca la sua prima partita con la Nazionale iraniana Under-17 e , in due anni, colleziona 3 partite e nessuna rete segnata prima di partecipare al Campionato asiatico, giocando due partite con il Tagikistan e con lo Yemen.
Nel 2010 con la divisione nazionale Under-23, partecipa alla XVI edizione dei Giochi asiatici organizzati a Canton, in Cina. Debutta l'8 novembre durante il match con la Nazionale turkmena, dove realizza anche la sua prima rete con la divisione Under-23. A fine torneo colleziona 7 partite e 4 reti segnate.
Debutta nella Nazionale maggiore nel novembre del 2009 durante la partita con l'Islanda realizzando, in quell'occasione, anche la sua prima rete ufficiale. Gli fu assegnato il leggendario numero 10, in precedenza appartenuto ad Ali Daei, nel match di Coppa d'Asia, con la Corea del Nord, del 15 gennaio 2011.
Viene convocato per i Mondiali 2018, dove in tre partite ha segnato 1 gol, al 93º minuto, su rigore, contro il Portogallo, fissando il risultato sull'1-1.

## Statistiche

### Presenze e reti nei club
Statistiche aggiornate al 24 maggio 2023.
| Stagione          | Squadra           | Campionato        | Campionato | Campionato | Coppe nazionali | Coppe nazionali | Coppe nazionali | Coppe continentali | Coppe continentali | Coppe continentali | Altre coppe | Altre coppe | Altre coppe | Totale | Totale | Totale |
| Stagione          | Squadra           | Comp              | Pres       | Reti       | Comp            | Pres            | Reti            | Comp               | Pres               | Reti               | Comp        | Pres        | Reti        | Pres   | Reti   |        |
| ----------------- | ----------------- | ----------------- | ---------- | ---------- | --------------- | --------------- | --------------- | ------------------ | ------------------ | ------------------ | ----------- | ----------- | ----------- | ------ | ------ | ------ |
| 2007-2008         | Saipa             | PL                | 18         | 1          | CI              | 0               | 0               | ACL                | 5                  | 1                  | -           | -           | -           | 23     | 2      |        |
| 2008-2009         | Saipa             | PL                | 14         | 1          | CI              | 1               | 0               | -                  | -                  | -                  | -           | -           | -           | 15     | 1      |        |
| 2009-2010         | Saipa             | PL                | 31         | 13         | CI              | 1               | 0               | -                  | -                  | -                  | -           | -           | -           | 32     | 13     |        |
| 2010-2011         | Saipa             | PL                | 29         | 19         | CI              | 1               | 0               | -                  | -                  | -                  | -           | -           | -           | 30     | 19     |        |
| 2011-2012         | Saipa             | PL                | 31         | 21         | CI              | 0               | 0               | -                  | -                  | -                  | -           | -           | -           | 31     | 21     |        |
| Totale Saipa      | Totale Saipa      | Totale Saipa      | 123        | 55         |                 | 3               | 0               |                    | 5                  | 1                  |             | -           | -           | 131    | 56     |        |
| 2012-2013         | Persepolis        | PL                | 31         | 8          | CI              | 5               | 4               | -                  | -                  | -                  | -           | -           | -           | 36     | 12     |        |
| 2013-2014         | Tractor Sazi      | PL                | 28         | 14         | CI              | 4               | 2               | ACL                | 4                  | 1                  | -           | -           | -           | 36     | 17     |        |
| 2014-2015         | Osasuna           | SD                | 16         | 0          | CR              | 1               | 0               | -                  | -                  | -                  | -           | -           | -           | 17     | 0      |        |
| 2015-2016         | Paniōnios         | SL                | 27+3       | 8+1        | CG              | 6               | 1               | -                  | -                  | -                  | -           | -           | -           | 36     | 10     |        |
| 2016-gen. 2017    | Paniōnios         | SL                | 14         | 5          | CG              | 1               | 0               | -                  | -                  | -                  | -           | -           | -           | 15     | 5      |        |
| Totale Paniōnios  | Totale Paniōnios  | Totale Paniōnios  | 41+3       | 13+1       |                 | 7               | 1               |                    | -                  | -                  |             | -           | -           | 51     | 15     |        |
| gen.-giu. 2017    | Olympiacos        | SL                | 9          | 1          | CG              | 6               | 1               | UEL                | 4                  | 2                  | -           | -           | -           | 19     | 4      |        |
| 2017-2018         | Olympiacos        | SL                | 25         | 17         | CG              | 2               | 1               | UCL                | 0                  | 0                  | -           | -           | -           | 27     | 18     |        |
| ago. 2018         | Olympiacos        | SL                | 0          | 0          | CG              | 3               | 0               | UEL                | 2                  | 0                  | -           | -           | -           | 2      | 0      |        |
| Totale Olympiakos | Totale Olympiakos | Totale Olympiakos | 34         | 18         |                 | 8               | 2               |                    | 6                  | 2                  |             | -           | -           | 48     | 22     |        |
| nov. 2018-2019    | Nottingham Forest | FLC               | 12         | 2          | FACup+CdL       | 0               | 0               | -                  | -                  | -                  | -           | -           | -           | 12     | 2      |        |
| 2019-2020         | Al-Sailiya        | QSL               | 20         | 6          | EQC             | 0               | 0               | ACL                | 1                  | 0                  | -           | -           | -           | 21     | 6      |        |
| 2020-2021         | AEK Atene         | SL                | 24+10      | 10+3       | CG              | 5               | 0               | UEL                | 8                  | 1                  | -           | -           | -           | 47     | 14     |        |
| 2021-2022         | AEK Atene         | SL                | 23+6       | 4          | CG              | 4               | 1               | UECL               | 2                  | 1                  | -           | -           | -           | 35     | 6      |        |
| Totale AEK Atene  | Totale AEK Atene  | Totale AEK Atene  | 47+16      | 14+3       |                 | 9               | 1               |                    | 10                 | 2                  |             | -           | -           | 82     | 20     |        |
| 2022-2023         | Omonia            | AK                | 31         | 4          | CC              | 5               | 3               | UEL                | 5                  | 1                  | SC          | -           | -           | 41     | 8      |        |
| 2023-2024         | Omonia            | AK                | 15         | 2          | CC              | 0               | 0               | UECL               | 4                  | 0                  | SC          | 1           | 0           | 20     | 2      |        |
| Totale Omonia     | Totale Omonia     | Totale Omonia     | 46         | 6          |                 | 5               | 3               |                    | 9                  | 1                  |             | 1           | 0           | 61     | 10     |        |
| Totale carriera   | Totale carriera   | Totale carriera   | 417        | 140        |                 | 42              | 13              |                    | 35                 | 7                  |             | 1           | 0           | 495    | 160    |        |

### Cronologia presenze e reti in nazionale
| Cronologia completa delle presenze e delle reti in nazionale ― Iran | Cronologia completa delle presenze e delle reti in nazionale ― Iran | Cronologia completa delle presenze e delle reti in nazionale ― Iran | Cronologia completa delle presenze e delle reti in nazionale ― Iran | Cronologia completa delle presenze e delle reti in nazionale ― Iran | Cronologia completa delle presenze e delle reti in nazionale ― Iran | Cronologia completa delle presenze e delle reti in nazionale ― Iran | Cronologia completa delle presenze e delle reti in nazionale ― Iran |
| Data                                                                | Città                                                               | In casa                                                             | Risultato                                                           | Ospiti                                                              | Competizione                                                        | Reti                                                                | Note                                                                |
| ------------------------------------------------------------------- | ------------------------------------------------------------------- | ------------------------------------------------------------------- | ------------------------------------------------------------------- | ------------------------------------------------------------------- | ------------------------------------------------------------------- | ------------------------------------------------------------------- | ------------------------------------------------------------------- |
| 5-7-2009                                                            | Gaborone                                                            | Botswana                                                            | 1 – 1                                                               | Iran                                                                | Amichevole                                                          | -                                                                   |                                                                     |
| 10-11-2009                                                          | Teheran                                                             | Iran                                                                | 1 – 0                                                               | Islanda                                                             | Amichevole                                                          | 1                                                                   | 41’                                                                 |
| 14-11-2009                                                          | Teheran                                                             | Iran                                                                | 1 – 0                                                               | Giordania                                                           | Qual. Coppa d'Asia 2011                                             | -                                                                   | 73’                                                                 |
| 18-11-2009                                                          | Teheran                                                             | Iran                                                                | 1 – 1                                                               | Macedonia                                                           | Amichevole                                                          | -                                                                   | 76’                                                                 |
| 22-11-2009                                                          | Amman                                                               | Giordania                                                           | 1 – 0                                                               | Iran                                                                | Qual. Coppa d'Asia 2011                                             | -                                                                   | 85’                                                                 |
| 30-12-2009                                                          | Doha                                                                | Iran                                                                | 1 – 1                                                               | Mali                                                                | Amichevole                                                          | 1                                                                   |                                                                     |
| 2-1-2010                                                            | Doha                                                                | Corea del Nord                                                      | 0 – 1                                                               | Iran                                                                | Amichevole                                                          | -                                                                   | 48’ 69’                                                             |
| 6-1-2010                                                            | Kallang                                                             | Singapore                                                           | 1 – 3                                                               | Iran                                                                | Qual. Coppa d'Asia 2011                                             | -                                                                   | 70’                                                                 |
| 3-3-2010                                                            | Teheran                                                             | Iran                                                                | 1 – 0                                                               | Thailandia                                                          | Qual. Coppa d'Asia 2011                                             | -                                                                   | 64’ 74’                                                             |
| 11-8-2010                                                           | Erevan                                                              | Armenia                                                             | 1 – 3                                                               | Iran                                                                | Amichevole                                                          | -                                                                   | 74’                                                                 |
| 3-9-2010                                                            | Zhengzhou                                                           | Cina                                                                | 0 – 2                                                               | Iran                                                                | Amichevole                                                          | -                                                                   | 69’ 90’                                                             |
| 7-9-2010                                                            | Seul                                                                | Corea del Sud                                                       | 0 – 1                                                               | Iran                                                                | Amichevole                                                          | -                                                                   | 36’                                                                 |
| 28-9-2010                                                           | Mascate                                                             | Oman                                                                | 2 – 2                                                               | Iran                                                                | Campionato dell'Asia occidentale 2010                               | -                                                                   | 54’                                                                 |
| 7-10-2010                                                           | Abu Dhabi                                                           | Iran                                                                | 0 – 3                                                               | Brasile                                                             | Amichevole                                                          | -                                                                   | 54’                                                                 |
| 2-1-2011                                                            | Teheran                                                             | Iran                                                                | 1 – 0                                                               | Angola                                                              | Amichevole                                                          | -                                                                   | 46’                                                                 |
| 11-1-2011                                                           | Al Rayyan                                                           | Iraq                                                                | 1 – 2                                                               | Iran                                                                | Coppa d'Asia 2011 - 1º turno                                        | -                                                                   | 83’                                                                 |
| 15-1-2011                                                           | Doha                                                                | Iran                                                                | 1 – 0                                                               | Corea del Nord                                                      | Coppa d'Asia 2011 - 1º turno                                        | 1                                                                   | 28’ 90+1’                                                           |
| 22-1-2011                                                           | Doha                                                                | Iran                                                                | 0 – 1 dts                                                           | Corea del Sud                                                       | Coppa d'Asia 2011 - Quarti di finale                                | -                                                                   | 74’                                                                 |
| 17-7-2011                                                           | Teheran                                                             | Iran                                                                | 1 – 0                                                               | Madagascar                                                          | Amichevole                                                          | -                                                                   |                                                                     |
| 23-7-2011                                                           | Teheran                                                             | Iran                                                                | 4 – 0                                                               | Maldive                                                             | Qual. Mondiali 2014                                                 | 2                                                                   | 4’                                                                  |
| 28-7-2011                                                           | Malé                                                                | Maldive                                                             | 0 – 1                                                               | Iran                                                                | Qual. Mondiali 2014                                                 | -                                                                   | 77’                                                                 |
| 6-9-2011                                                            | Doha                                                                | Qatar                                                               | 1 – 1                                                               | Iran                                                                | Qual. Mondiali 2014                                                 | -                                                                   |                                                                     |
| 5-10-2011                                                           | Teheran                                                             | Iran                                                                | 7 – 0                                                               | Palestina                                                           | Amichevole                                                          | 1                                                                   | 46’                                                                 |
| 11-10-2011                                                          | Teheran                                                             | Iran                                                                | 6 – 0                                                               | Bahrein                                                             | Qual. Mondiali 2014                                                 | 1                                                                   |                                                                     |
| 11-11-2011                                                          | Manama                                                              | Bahrein                                                             | 1 – 1                                                               | Iran                                                                | Qual. Mondiali 2014                                                 | -                                                                   | 60’                                                                 |
| 23-2-2012                                                           | Dubai                                                               | Iran                                                                | 2 – 2                                                               | Giordania                                                           | Amichevole                                                          | -                                                                   |                                                                     |
| 29-2-2012                                                           | Teheran                                                             | Iran                                                                | 2 – 2                                                               | Qatar                                                               | Qual. Mondiali 2014                                                 | -                                                                   | 72’                                                                 |
| 18-4-2012                                                           | Teheran                                                             | Iran                                                                | 2 – 0                                                               | Mauritania                                                          | Amichevole                                                          | 1                                                                   |                                                                     |
| 27-5-2012                                                           | Istanbul                                                            | Albania                                                             | 1 – 0                                                               | Iran                                                                | Amichevole                                                          | -                                                                   | 53’ 67’                                                             |
| 3-6-2012                                                            | Tashkent                                                            | Uzbekistan                                                          | 0 – 1                                                               | Iran                                                                | Qual. Mondiali 2014                                                 | -                                                                   | 76’                                                                 |
| 12-6-2012                                                           | Teheran                                                             | Iran                                                                | 0 – 0                                                               | Qatar                                                               | Qual. Mondiali 2014                                                 | -                                                                   | 46’                                                                 |
| 15-8-2012                                                           | Tunisi                                                              | Tunisia                                                             | 2 – 2                                                               | Iran                                                                | Amichevole                                                          | -                                                                   |                                                                     |
| 5-9-2012                                                            | Amman                                                               | Iran                                                                | 0 – 0                                                               | Giordania                                                           | Amichevole                                                          | -                                                                   | 46’                                                                 |
| 11-9-2012                                                           | Beirut                                                              | Libano                                                              | 1 – 0                                                               | Iran                                                                | Qual. Mondiali 2014                                                 | -                                                                   | 46’                                                                 |
| 14-11-2012                                                          | Teheran                                                             | Iran                                                                | 0 – 1                                                               | Uzbekistan                                                          | Qual. Mondiali 2014                                                 | -                                                                   | 46’                                                                 |
| 22-5-2013                                                           | Mascate                                                             | Oman                                                                | 3 – 1                                                               | Iran                                                                | Amichevole                                                          | -                                                                   | 46’                                                                 |
| 15-10-2013                                                          | Teheran                                                             | Iran                                                                | 2 – 1                                                               | Thailandia                                                          | Qual. Coppa d'Asia 2015                                             | -                                                                   | 66’                                                                 |
| 15-11-2013                                                          | Bangkok                                                             | Thailandia                                                          | 0 – 3                                                               | Iran                                                                | Qual. Coppa d'Asia 2015                                             | -                                                                   | 83’                                                                 |
| 3-3-2014                                                            | Karaj                                                               | Iran                                                                | 3 – 2                                                               | Kuwait                                                              | Amichevole                                                          | 1                                                                   | 67’                                                                 |
| 5-3-2014                                                            | Teheran                                                             | Iran                                                                | 1 – 2                                                               | Guinea                                                              | Amichevole                                                          | -                                                                   | 86’                                                                 |
| 18-5-2014                                                           | Minsk                                                               | Bielorussia                                                         | 0 – 0                                                               | Iran                                                                | Amichevole                                                          | -                                                                   | 81’                                                                 |
| 30-5-2014                                                           | Conakry                                                             | Angola                                                              | 1 – 1                                                               | Iran                                                                | Amichevole                                                          | 1                                                                   | 71’                                                                 |
| 8-6-2014                                                            | San Paolo                                                           | Iran                                                                | 2 – 0                                                               | Trinidad e Tobago                                                   | Amichevole                                                          | -                                                                   | 80’                                                                 |
| 25-6-2014                                                           | Salvador                                                            | Bosnia ed Erzegovina                                                | 3 – 1                                                               | Iran                                                                | Mondiali 2014 - 1º turno                                            | -                                                                   | 69’                                                                 |
| 4-1-2015                                                            | Wollongong                                                          | Iraq                                                                | 0 – 1                                                               | Iran                                                                | Amichevole                                                          | -                                                                   | 75’                                                                 |
| 26-3-2015                                                           | Sankt Pölten                                                        | Iran                                                                | 2 – 0                                                               | Cile                                                                | Amichevole                                                          | -                                                                   | 74’                                                                 |
| 31-3-2015                                                           | Solna                                                               | Svezia                                                              | 3 – 1                                                               | Iran                                                                | Amichevole                                                          | -                                                                   | 88’                                                                 |
| 17-11-2015                                                          | Dededo                                                              | Guam                                                                | 0 – 6                                                               | Iran                                                                | Qual. Mondiali 2018                                                 | 1                                                                   |                                                                     |
| 24-3-2016                                                           | Teheran                                                             | Iran                                                                | 4 – 0                                                               | India                                                               | Qual. Mondiali 2018                                                 | -                                                                   | 66’                                                                 |
| 29-3-2016                                                           | Teheran                                                             | Iran                                                                | 2 – 0                                                               | Oman                                                                | Qual. Mondiali 2018                                                 | -                                                                   | 62’                                                                 |
| 2-6-2016                                                            | Skopje                                                              | Macedonia                                                           | 1 – 3                                                               | Iran                                                                | Amichevole                                                          | -                                                                   | 65’ 69’                                                             |
| 7-6-2016                                                            | Teheran                                                             | Iran                                                                | 6 – 0                                                               | Kirghizistan                                                        | Amichevole                                                          | 2                                                                   |                                                                     |
| 1-9-2016                                                            | Teheran                                                             | Iran                                                                | 2 – 0                                                               | Qatar                                                               | Qual. Mondiali 2018                                                 | -                                                                   | 84’                                                                 |
| 11-11-2016                                                          | Shah Alam                                                           | Papua Nuova Guinea                                                  | 1 – 8                                                               | Iran                                                                | Amichevole                                                          | 2                                                                   | Uscita                                                              |
| 15-11-2016                                                          | Paroi                                                               | Siria                                                               | 0 – 0                                                               | Iran                                                                | Qual. Mondiali 2018                                                 | -                                                                   |                                                                     |
| 23-3-2017                                                           | Doha                                                                | Qatar                                                               | 0 – 1                                                               | Iran                                                                | Qual. Mondiali 2018                                                 | -                                                                   | 71’                                                                 |
| 4-6-2017                                                            | Podgorica                                                           | Montenegro                                                          | 1 – 2                                                               | Iran                                                                | Amichevole                                                          | -                                                                   | 46’                                                                 |
| 5-10-2017                                                           | Teheran                                                             | Iran                                                                | 2 – 0                                                               | Togo                                                                | Amichevole                                                          | 2                                                                   |                                                                     |
| 9-11-2017                                                           | Graz                                                                | Iran                                                                | 2 – 1                                                               | Panama                                                              | Amichevole                                                          | -                                                                   |                                                                     |
| 23-3-2018                                                           | Radès                                                               | Tunisia                                                             | 1 – 0                                                               | Iran                                                                | Amichevole                                                          | -                                                                   | 76’                                                                 |
| 27-3-2018                                                           | Graz                                                                | Iran                                                                | 2 – 1                                                               | Algeria                                                             | Amichevole                                                          | -                                                                   | 70’                                                                 |
| 18-5-2018                                                           | Teheran                                                             | Iran                                                                | 1 – 0                                                               | Uzbekistan                                                          | Amichevole                                                          | -                                                                   | 68’                                                                 |
| 28-5-2018                                                           | Graz                                                                | Turchia                                                             | 2 – 1                                                               | Iran                                                                | Amichevole                                                          | -                                                                   | 71’                                                                 |
| 8-6-2018                                                            | Mosca                                                               | Iran                                                                | 1 – 0                                                               | Lituania                                                            | Amichevole                                                          | 1                                                                   | 46’                                                                 |
| 15-6-2018                                                           | San Pietroburgo                                                     | Marocco                                                             | 0 – 1                                                               | Iran                                                                | Mondiali 2018 - 1º turno                                            | -                                                                   | 90+2’                                                               |
| 20-6-2018                                                           | Kazan'                                                              | Iran                                                                | 0 – 1                                                               | Spagna                                                              | Mondiali 2018 - 1º turno                                            | -                                                                   | 74’                                                                 |
| 25-6-2018                                                           | Saransk                                                             | Iran                                                                | 1 – 1                                                               | Portogallo                                                          | Mondiali 2018 - 1º turno                                            | 1                                                                   | 75’                                                                 |
| 11-9-2018                                                           | Tashkent                                                            | Uzbekistan                                                          | 0 – 1                                                               | Iran                                                                | Amichevole                                                          | -                                                                   | 64’                                                                 |
| 16-10-2018                                                          | Teheran                                                             | Iran                                                                | 2 – 1                                                               | Bolivia                                                             | Amichevole                                                          | -                                                                   | 46’                                                                 |
| 15-11-2018                                                          | Teheran                                                             | Iran                                                                | 1 – 0                                                               | Trinidad e Tobago                                                   | Amichevole                                                          | 1                                                                   | 77’                                                                 |
| 20-11-2018                                                          | Doha                                                                | Iran                                                                | 1 – 1                                                               | Venezuela                                                           | Amichevole                                                          | -                                                                   | 66’ 83’                                                             |
| 31-12-2018                                                          | Doha                                                                | Qatar                                                               | 1 – 2                                                               | Iran                                                                | Amichevole                                                          | -                                                                   | 50’                                                                 |
| 7-1-2019                                                            | Abu Dhabi                                                           | Iran                                                                | 5 – 0                                                               | Yemen                                                               | Coppa d'Asia 2019 - 1º turno                                        | -                                                                   | 71’                                                                 |
| 12-1-2019                                                           | Abu Dhabi                                                           | Vietnam                                                             | 0 – 2                                                               | Iran                                                                | Coppa d'Asia 2019 - 1º turno                                        | -                                                                   | 79’                                                                 |
| 24-1-2019                                                           | Abu Dhabi                                                           | Cina                                                                | 0 – 3                                                               | Iran                                                                | Coppa d'Asia 2019 - Quarti di finale                                | 1                                                                   | 86’                                                                 |
| 28-1-2019                                                           | al-'Ayn                                                             | Iran                                                                | 0 – 3                                                               | Giappone                                                            | Coppa d'Asia 2019 - Semifinale                                      | -                                                                   | 58’                                                                 |
| 6-6-2019                                                            | Doha                                                                | Iran                                                                | 5 – 0                                                               | Siria                                                               | Amichevole                                                          | -                                                                   | 80’                                                                 |
| 11-6-2019                                                           | Seul                                                                | Corea del Sud                                                       | 1 – 1                                                               | Iran                                                                | Amichevole                                                          | -                                                                   | 80’                                                                 |
| 10-9-2019                                                           | Hong Kong                                                           | Hong Kong                                                           | 0 – 2                                                               | Iran                                                                | Qual. Mondiali 2022                                                 | 1                                                                   |                                                                     |
| 10-10-2019                                                          | Teheran                                                             | Iran                                                                | 14 – 0                                                              | Cambogia                                                            | Qual. Mondiali 2022                                                 | 4                                                                   |                                                                     |
| 15-10-2019                                                          | Riffa                                                               | Bahrein                                                             | 1 – 0                                                               | Iran                                                                | Qual. Mondiali 2022                                                 | -                                                                   | 71’                                                                 |
| 12-11-2020                                                          | Sarajevo                                                            | Bosnia ed Erzegovina                                                | 0 – 2                                                               | Iran                                                                | Amichevole                                                          | -                                                                   | 61’                                                                 |
| 30-3-2021                                                           | Teheran                                                             | Iran                                                                | 3 – 0                                                               | Siria                                                               | Amichevole                                                          | 1                                                                   |                                                                     |
| 3-6-2021                                                            | Arad                                                                | Iran                                                                | 3 – 1                                                               | Hong Kong                                                           | Qual. Mondiali 2022                                                 | 1                                                                   | 80’                                                                 |
| 11-6-2021                                                           | Riffa                                                               | Cambogia                                                            | 0 – 10                                                              | Iran                                                                | Qual. Mondiali 2022                                                 | 1                                                                   | 46’                                                                 |
| 2-9-2021                                                            | Teheran                                                             | Iran                                                                | 1 – 0                                                               | Siria                                                               | Qual. Mondiali 2022                                                 | -                                                                   | 87’                                                                 |
| 7-9-2021                                                            | Doha                                                                | Iraq                                                                | 0 – 3                                                               | Iran                                                                | Qual. Mondiali 2022                                                 | -                                                                   | 87’                                                                 |
| 7-10-2021                                                           | Dubai                                                               | Emirati Arabi Uniti                                                 | 0 – 1                                                               | Iran                                                                | Qual. Mondiali 2022                                                 | -                                                                   | 90+4’                                                               |
| 11-11-2021                                                          | Sidone                                                              | Libano                                                              | 1 – 2                                                               | Iran                                                                | Qual. Mondiali 2022                                                 | -                                                                   | 84’                                                                 |
| 16-11-2021                                                          | Amman                                                               | Siria                                                               | 0 – 3                                                               | Iran                                                                | Qual. Mondiali 2022                                                 | -                                                                   | 90’                                                                 |
| 27-1-2022                                                           | Teheran                                                             | Iran                                                                | 1 – 0                                                               | Iraq                                                                | Qual. Mondiali 2022                                                 | -                                                                   | 90+2’                                                               |
| 24-3-2022                                                           | Seul                                                                | Corea del Sud                                                       | 2 – 0                                                               | Iran                                                                | Qual. Mondiali 2022                                                 | -                                                                   | 89’                                                                 |
| 23-9-2022                                                           | Sankt Pölten                                                        | Uruguay                                                             | 0 – 1                                                               | Iran                                                                | Amichevole                                                          | -                                                                   | 68’                                                                 |
| 27-9-2022                                                           | Maria Enzersdorf                                                    | Iran                                                                | 1 – 1                                                               | Senegal                                                             | Amichevole                                                          | -                                                                   | 46’                                                                 |
| 25-11-2022                                                          | Al Rayyan                                                           | Galles                                                              | 0 – 2                                                               | Iran                                                                | Mondiali 2022 - 1º turno                                            | -                                                                   | 68’                                                                 |
| 29-11-2022                                                          | Doha                                                                | Iran                                                                | 0 – 1                                                               | Stati Uniti                                                         | Mondiali 2022 - 1º turno                                            | -                                                                   | 78’                                                                 |
| 17-10-2023                                                          | Amman                                                               | Iran                                                                | 4 – 0                                                               | Qatar                                                               | Amichevole                                                          | -                                                                   | 85’                                                                 |
| 16-11-2023                                                          | Teheran                                                             | Iran                                                                | 4 – 0                                                               | Hong Kong                                                           | Qual. Mondiali 2026                                                 | -                                                                   | 90’                                                                 |
| 5-1-2024                                                            | Kish Island                                                         | Iran                                                                | 2 – 1                                                               | Burkina Faso                                                        | Amichevole                                                          | -                                                                   | 46’ 87’                                                             |
| 9-1-2024                                                            | Al Rayyan                                                           | Iran                                                                | 5 – 0                                                               | Indonesia                                                           | Amichevole                                                          | -                                                                   | 46’                                                                 |
| 14-1-2024                                                           | Al Rayyan                                                           | Iran                                                                | 4 – 1                                                               | Palestina                                                           | Coppa d'Asia 2023 - 1º turno                                        | 1                                                                   | 46’                                                                 |
| 19-1-2024                                                           | Al Rayyan                                                           | Hong Kong                                                           | 0 – 1                                                               | Iran                                                                | Coppa d'Asia 2023 - 1º turno                                        | -                                                                   | 65’                                                                 |
| 31-1-2024                                                           | Doha                                                                | Iran                                                                | 1 – 1 dts (5 – 3 dtr)                                               | Siria                                                               | Coppa d'Asia 2023 - Ottavi di finale                                | -                                                                   | 90+8’                                                               |
| 3-2-2024                                                            | Al Rayyan                                                           | Iran                                                                | 2 – 1                                                               | Giappone                                                            | Coppa d'Asia 2023 - Quarti di finale                                | -                                                                   | 90+9’                                                               |
| Totale                                                              |                                                                     | Presenze (7º posto)                                                 | 104                                                                 |                                                                     | Reti (7º posto)                                                     | 30                                                                  |                                                                     |

## Palmarès

### Club
- Coppa dell'Iran: 1

Tractor Sazi: 2013-2014
- Campionato greco: 1

Olympiakos: 2016-2017
- Coppa di Cipro: 1

Omonia: 2022-2023